# 梁化之
梁化之（1906年11月1日—1949年4月24日）名敦厚，字化之，以字行，山西定襄师家湾人。中华民国政治人物。:292

## 生平
梁化之的祖母与阎锡山的继母是姐妹，梁化之的父亲梁世爵（梁朝卿）是阎锡山的姨表兄，因此两家常相往来。阎锡山的父亲阎书堂(字子明)在五台城内开设积庆长钱铺，梁化之的父亲是店员之一。阎锡山后来辍学也到店内学生意。梁化之早年先后在阎锡山创办的五台川至中学初中、山西省私立进山中学高中部、山西大学文学院英文系学习。从山西大学文學系毕业后，民国21年（1932年）任太原绥靖公署主任阎锡山的少校机要秘书，负责掌握阎锡山的私人印章以及特费开支。该职位虽然不大，但是实际权力很大，他也甚获阎锡山信赖。:292
1936年红军东征回师陕北后，经朱蕴山牵线，中共代表彭雪枫来太原与阎锡山商谈建立抗日民族统一战线，参与其事的只有梁化之一人。閻錫山開始倡導自強救國運動，由梁敦厚主持，民国25年（1936年）4月，自强救国同志会成立，阎锡山任会长，赵戴文任副会长，梁化之任总干事。不久，阎锡山邀薄一波回晋创立、主持山西牺牲救国同盟会（简称“牺盟会”）工作，梁化之为总干事，实际工作由薄主持。梁化之让薄开展抗日救亡运动，并到处宣传，对牺盟会的工作起了一定的积极作用，梁化之被顽固势力看作“左派”人物。。時日軍進犯綏遠，山西開始備戰，10月25日，成立山西軍政訓練委員會，梁化之任训练委员。旋即調任委員會辦公室主任，全權處理組訓事宜，至抗戰爆發前夕已訓練十二個連共一千五百餘幹部和數萬民兵，同年11月，受阎锡山的全权委派，和中共代表彭雪枫就双方合作抗日事宜进行了谈判，并且在12月底达成了中国工农红军同晋绥军相互停止军事攻击，互通贸易，在黄河两岸设立联络处，延安方面派人到太原设立电台和联络处等项协议（口头承诺）。当时，中共方面与山西当局先于国民政府创建了实际上的抗日统一战线。此后，凡阎锡山同中共方面的接触联络均由梁化之一个人出面办理。:292

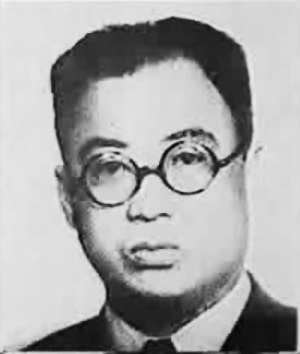

1937年七七事变爆发后，梁化之在太原创立了民训干部教练团，組織山西南部各地山區的民兵。11月8日太原淪陷，省政府遷到臨汾，任民族革命同志会总干事及组织处处长，并兼任第二战区政治部副主任、主任、随营军政学校与民族革命青年训练学校教育长，率領民兵與進犯晉南之日軍游擊作戰。民国27年（1938年）2月，任山西新军政治部主任、第二战区政治部副主任。民国28年（1939年）3月，赴重庆中国国民党中央党政训练班受训，获蒋介石单独召见。同年9月，被指定为三民主义青年团山西总干事。:292

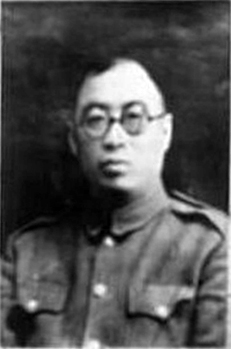
1948年3月，山西省选举事务所颁发给梁化之的山西省定襄县国民大会代表当选证书上的梁化之照片

晋西事变后，阎锡山在政治及军事方面遭重大失败，梁化之受到以王靖国为首的山西旧军人集团的攻击。不久，梁化之辞去所有职务，在民国29年（1940年）赴重庆等地。从此一变而为反共的急先锋。民国31年（1942年）夏，日軍對晉西發動進攻，晉西保衛戰打響，梁化之領導所屬幹部進駐晉西抗戰中心之隰縣，任隰县中心区战地工作委员会主任，實行動員人力物力與組訓人民武裝自衛工作，屢次擊退來犯日軍。同年冬，被调往克难坡，任民族革命同志会驻会最高负责人。民国32年（1943年），任第二战区政治部中将主任，建立同志会流动工作队。:292

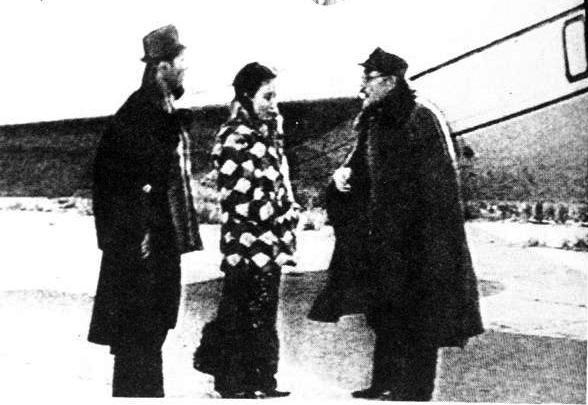
1949年阎锡山（右）乘飞机离开太原前，梁化之（左）、阎慧卿（中）到机场送别

抗日战争胜利后，阎锡山率部从日军手中接收了太原，梁化之代阎锡山履行山西省政府主席职务。民国35年（1946年）3月，梁化之创建了特种警宪指挥处，并兼任主任，在太原、临汾、大同、运城以及山西各县设立特种警宪局。民國36年（1947年）當選為第一屆國民大會代表。民国37年（1948年）夏，任山西总体战行动委员会主任委员，閻錫山將省政府的日常事務交由其處理。
1949年3月29日，阎锡山飞往南京，临行前指定代省长、同志会工委会主任、太原特种警宪指挥处处长梁化之总负责。

## 太原保衛戰
自1948年7月晉中會戰後，共軍即以華北野戰軍主力向太原進攻，總攻太原先後共七次，自1948年年12月第六次進攻失敗後對太原採長期圍困政策，以待他處戰爭結束，然後集中火力進行總攻擊。山西省政府成立總體戰行動委員會，梁敦厚任主任委員，其後東北戰事結束，北平易手，即利用和談時期，調集東北林彪之第十五兵團，聶榮臻之第二十兵團，並傅作義原部四個師，另配炮兵團五團，共約23萬餘人，齊集太原外圍。又由晉冀察綏調來民兵二十餘萬人，連同原有攻城部隊，總計約六十餘萬人，並配屬由東北平津所得之大量重炮與火箭炮，暨所繳日軍華北總彈藥庫多數炮彈，先後由彭德懷、徐向前任總指揮。民國三十八年（1949年）3月，閻錫山前往南京，梁敦厚代理省主席，負責指揮太原保衛戰。
4月1日，共軍攻占太原所有新築之五個飛機場，4月9日起，以軍團級之部隊，向南北西三面開始攻擊，至14日夜間11時許南北兩線同時發動猛攻。15日早3時許北線共軍突破國軍向陽店陣地，西南線方面16日亦將南堰陣地突破，並將國軍義井，沙溝等各據點包圍，對大王陣地猛攻，趙恭軍長率部增援將共軍擊退，不幸中彈陣亡。至19日城東南共軍迫近城邊，國軍集中兵力固守城垣。適南京和談決裂，太原仰賴空投之食糧亦完全斷絕。共軍以人海兼火海戰術四面環攻，城周郊大小碉堡三千餘多為摧毀。22日晚共軍炮轟太原，城內外大炮彈燒夷彈密如雨下，火起六百餘處，城墻東南被轟塌三處。
23日下午5時，梁敦厚及閻慧卿代表全體幹部致電南京：「一切已準備妥當，一定遵照鈞旨，屍體亦不與共軍相見」。4月24日晨，南城墻被毀，九時許，東城墻被攻占，共軍蜂擁而入，城內乃展開逐街逐屋之激烈巷戰，梁敦厚預令副官白光榮，備汽油及木柴於東花園之鐘樓側，至下午2時共軍迫近省政府大樓之際，在鐘樓飲藥自盡，白光榮用汽油焚遺體。同時閻慧卿與太原警察局局長師則程、特種警憲指揮處處長徐端等三百餘人，及第一區行政督察專員尹遵黨等百餘人亦以汽油焚樓後自殺，是为太原五百完人。共軍入城後，大事搜檢，於灰燼中僅獲梁敦厚之水晶石章一方，腿骨一塊。:292

## 紀念
在臺灣台7甲線與加納富溪交會處，建有以他命名的「敦厚橋」。